# Printf ("shiver in eternal darkness/n")
Printf("shiver in eternal darkness/n"); es un álbum de Venetian Snares, editado en el año 2000.
Fue el primer álbum de Aaron Funk publicado en CD, e incluye abrasivas líneas de bajo, percusión distorsionada y samplings de las películas Star Wars: Episode IV - A New Hope y Star Wars: Episode V - The Empire Strikes Back.
Este trabajo se reeditó en el año 2013 en formato digital con bonus tracks.

## Lista de temas
1. «Salt» – 5:05
2. «Hours» – 3:08
3. «Intense Demonic Attacks» – 4:05
4. «Cruel Whole» – 6:25
5. «Suasive Chess Strategy» – 5:47
6. «Aqap» – 5:59
7. «Mouth» – 7:49
8. «C8 Diversity» – 5:28
9. «Fire Is the Devil» – 6:23
10. «Molting» – 4:19
11. «Punishing the Atoms» – 5:40
12. «Stuck» – 9:27
13. «Cruel Whole» (Abelcain Remix) – 3:53

Bonus tracks reedición 2013
- «Mismo Canibalismo» - 4:02
- «Diffuse Vertigo Jenny» - 4:49
- «Intense Demonic Attacks» - 4:07